# Eugen Zotow

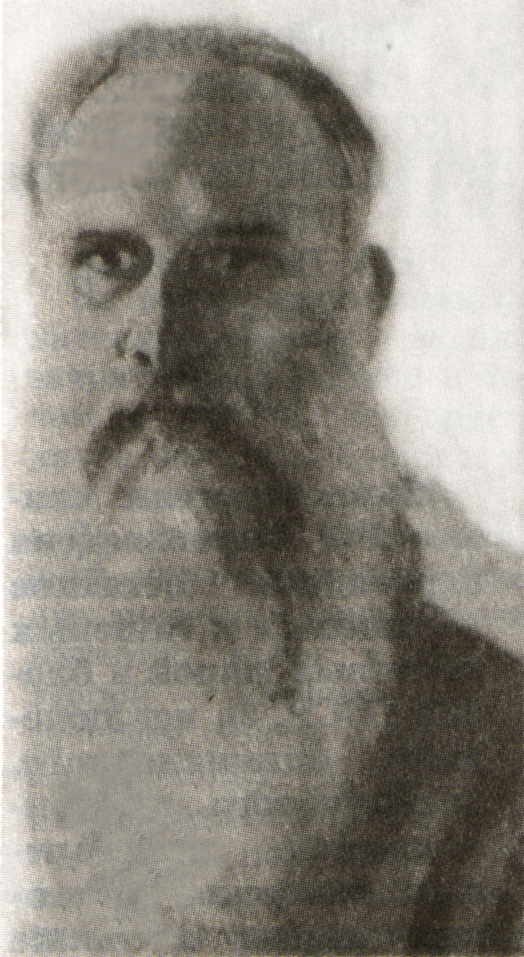
Eugen Zotow (1930)

Eugen Zotow (geboren als russisch Ива́н Григо́рьевич Мясое́дов/Iwan Grigorjewitsch Mjassojedow, ukrainisch Іван Григорович М'ясоєдов; * 30. Septemberjul. / 12. Oktober 1881greg. in Charkiw / Russisches Kaiserreich; † 27. Juli 1953 in Buenos Aires) war ein ukrainisch-russischer Maler, Zeichner, Grafiker, Fotograf und Philosoph. Während der Exiljahre in Liechtenstein 1938 bis 1953 führte er den Namen Eugen Zotow. Den Nachnamen Zotow hatte er von seinem Taufpaten Sachar Konstantinowitsch Zotow übernommen, den Vornamen Eugen wohl nach der Bedeutung „Wohlgeborener“ gewählt.

## Leben

Die Argonauten; Öl auf Leinwand

Seine erste künstlerische Ausbildung erhielt Mjassojedow in Poltawa an der privaten Malschule seines Vaters, dem Maler Grigori Grigorjewitsch Mjassojedow. 1896–1901 studierte Iwan Mjassojedow in Moskau an der Schule für Malerei, Bildhauerei und Baukunst, 1907 bis 1912 besuchte er die Malklasse an der Kunstakademie in St. Petersburg. Drei Stipendien ermöglichten ihm Reisen nach Rom, München, Paris und London.
Aus der kurzen Ehe mit Ljudmilla Friedmann ging 1912 Sohn Gregori hervor. Etwa 1912 begann die lebenslang währende Verbindung mit der Artistin und Tänzerin Malvina Vernici. 1915 wurde Tochter Isabella geboren. Die Familie lebte auf dem väterlichen Gut in Pawlenki, einem Vorort von Poltawa (Ukraine), wo sich Iwan Mjassojedow nach dem Tod des Vaters (1834–1911) ein Haus mit Atelier und Sportarena hatte errichten lassen. Die russische Revolution und der Bürgerkrieg setzten dieser Lebensphase ein Ende. Um 1919 flüchtete die Familie auf die Krim, weiter über Sewastopol und Triest nach Deutschland. Nach kurzen Aufenthalten in München und Augsburg, traf Iwan Miassojedow mit Frau und Tochter 1921 in Berlin ein und verbrachte dort insgesamt 13 Jahre. Drei Gerichtsverfahren, in denen er 1924 und 1932 in Berlin und 1948 in Vaduz der Geldfälschung bezichtigt und zu Gefängnisstrafen verurteilt wurde, minimierten seine künstlerische Produktivität, brachten sie aber nicht zum Erliegen.
1936 reisten Iwan Mjassojedow und Malvina Vernici aus Deutschland aus und gelangten 1938 nach Aufenthalten in Riga und Brüssel mit einem tschechischen Pass als Eugen Zotow und Malvina Zotowa nach Liechtenstein. Hier galt er als einer der ersten frei schaffend tätigen Künstler als Außenseiter. Im März 1953 brach er, nun wieder unter dem Namen Mjassojedow, mit seiner Lebensgefährtin nach Argentinien auf. Nur wenige Monate nach seiner Ankunft in der neuen Heimat verstarb Iwan Mjassojedow am 27. Juli 1953 in Buenos Aires. Seine Witwe kehrte nach Europa zurück und verbrachte die letzten Lebensjahre bis zu ihrem Tod im Jahr 1972 in Liechtenstein.

## Künstlerisches

### Frühe Schaffensperiode bis zur Emigration 1919
Aus der Schaffenszeit vor 1900 sind vermutlich keine Arbeiten erhalten, denn Iwan Mjassojedow soll im Jahr 1900 sein ganzes bis dahin geschaffenes künstlerisches Werk verbrannt haben. Die wenigen Zeugnisse von Mjassojedows Frühwerk aus der Zeit zwischen 1901 und 1919 befinden sich vor allem in der Ukraine, in den Kunstmuseen in Poltawa, Berdjansk, Dnjepropetrowsk und Odessa sowie in St. Petersburg im Staatlichen Russischen Museum und im Wissenschaftlichen Museum der Russischen Akademie der Künste. Den größten Teil seiner künstlerischen Arbeiten hatte Miassojedow 1919 bei seiner Flucht in Poltawa zurücklassen müssen. Vor dem Zweiten Weltkrieg befanden sich im Kunstmuseum Poltawa noch insgesamt 67 Werke von Miassojedow. Diese gingen im Zuge der Kriegswirren und bei einem Brand des Ausstellungsgebäudes im Jahr 1943 bis auf rund 20 Gemälde und einige Grafiken verloren.

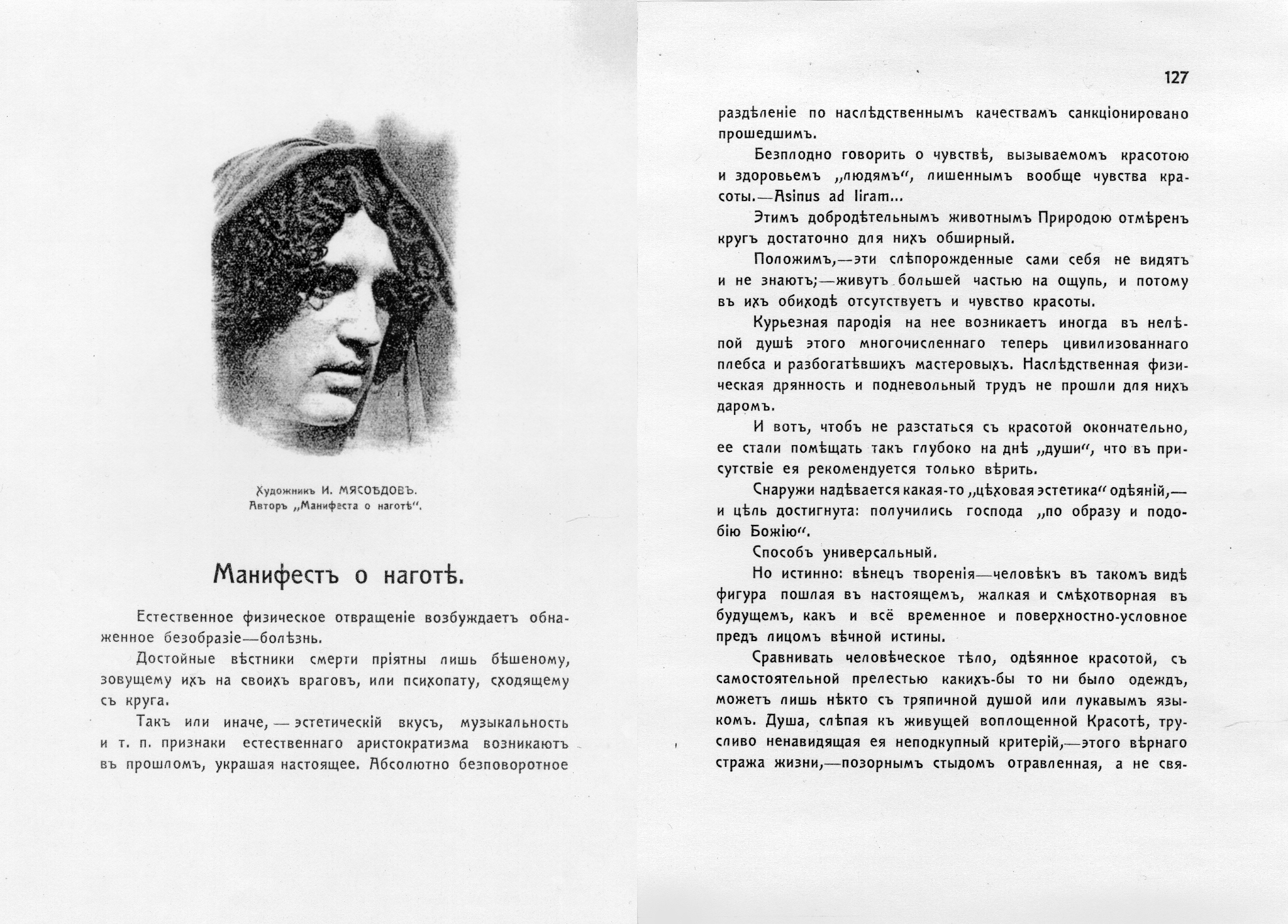
Manifest über die Nacktheit (1911).

Miassojedow war von einem Zeitgeist geprägt, der Ende des 19. Jahrhunderts von den Prinzipien einer Wiederbelebung der Antike beherrscht wurde. Auf dem väterlichen Gut bei Poltawa entstanden Aktfotos, die Miassojedow und andere Modelle in Posen und Kostümierungen antiker Götter und Heroen zeigen. Der als Schwerathlet und Ringer aktive Mjassojedow war Anhänger der lebensreformerischen Freikörperkultur, wovon sein „Manifest über die Nacktheit“ aus dem Jahr 1911 Zeugnis ablegt. Das mythologische Thema der „Argonautenfahrt“ setzte Miassojedow mehrmals um, z. B. in seiner heute verschollenen großformatigen Abschlussarbeit an der Kaiserlichen Kunstakademie in St. Petersburg. Weitere Monumentalgemälde, wie das „Lager der Amazonen“ und die „Kentauromachie“ gelten ebenfalls als verschollen.

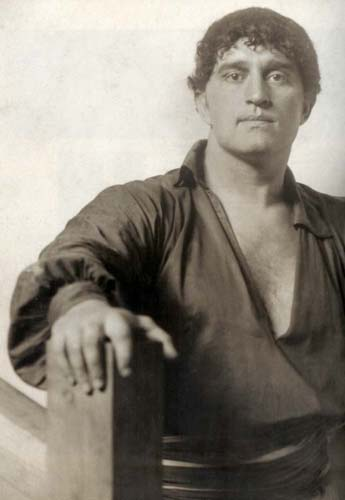
Porträt

In Poltawa entstanden einfühlsame Bildnisse seiner Familie, von Freunden und Bekannten. Porträts seiner Lebensgefährtin Malvina orientieren sich an neoklassizistischen Vorbildern der Maler Franz von Stuck, Anselm Feuerbach oder Arnold Böcklin. Naturalistische Ansichten des Gutes in Pawlenki, Malereien und Zeichnungen seiner ukrainischen Heimat mit weiten Feldlandschaften und kleinen Bauernhäusern zeugen von seinen besonderen Begabungen auf dem Gebiet der Landschaftsmalerei, die in Liechtenstein wieder zum Tragen kommen sollten. Iwan Mjassojedow betätigte sich außerdem als Malvinas Bühnenbildner und Choreograph sowie als Designer ihrer Tanzkostüme. Er malte die Kuppel der Synagoge von Poltawa aus und arbeitete als Illustrator für die Sportzeitschrift „Herkules“, die 1912 bis 1916 erschien. Seine antideutschen Kriegszeichnungen erschienen in den Zeitschriften „Nedelja“ und „Werschniy“.
Miassojedow, in der Tradition des „St. Petersburger Historismus“ stehend, folgte mit seinen frühen Arbeiten der neoakademischen Kunstrichtung und rein formal auch den Tendenzen des russischen Symbolismus. In weiteren Werken sind zudem dekorative Tendenzen des russischen Jugendstils sowie Elemente des Naturalismus erkennbar.

### Mittlere und späte Schaffensperiode im Exil 1919 bis 1953

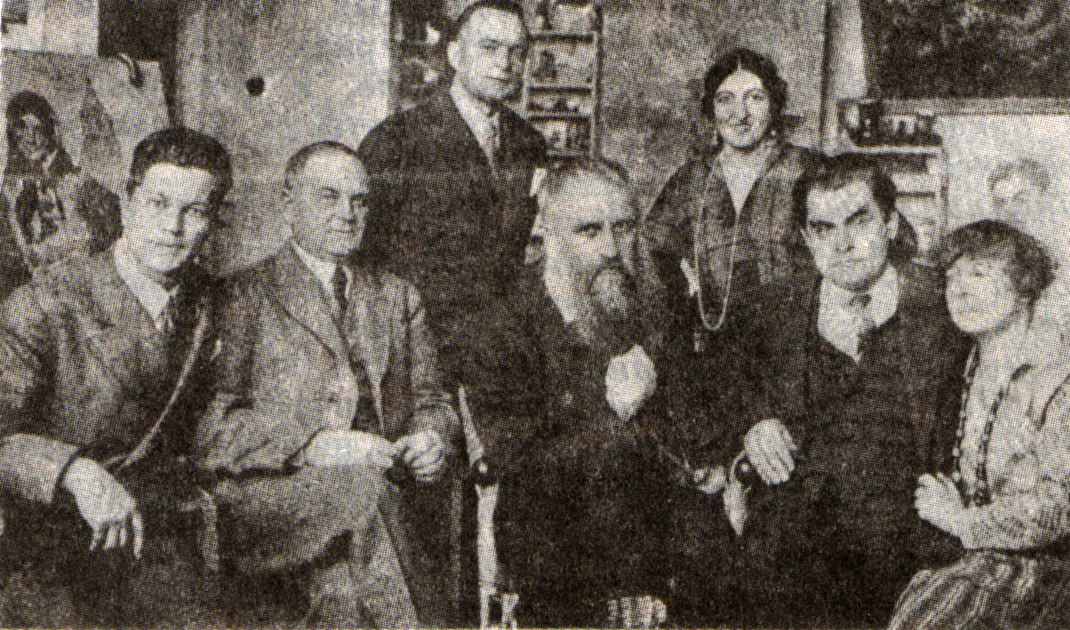
Zotow in einer Künstlergruppe in Berlin (1928).

Im Exil malte Iwan Mjassojedow Bilder, die nostalgisch verklärend das Russland der Jahrhundertwende vor der Russischen Revolution heraufbeschworen und für ihn alte Lebensformen in Erinnerung riefen. Szenen aus dem Kosakenleben und Bilder mit ukrainischen Volksbräuchen waren Metaphern für Freiheit, eine Rückbesinnung auf bessere Zeiten. Eine andere Welt vermitteln seine nur wenig bekannten Zeichnungen mit allegorischen Dämonen- und Schreckensszenarien, Blätter einer Werkgruppe mit rund 150 Arbeiten, die an seine Erlebnisse während der Russischen Revolution und an den Abschied von Poltawa erinnern. Miassojedows kleinformatige Ölbilder, in denen er den Blick aus seiner Zelle im Zuchthaus Luckau festhält, gehören ebenfalls zu den weniger bekannten Zeugnissen seines künstlerischen Œuvres.

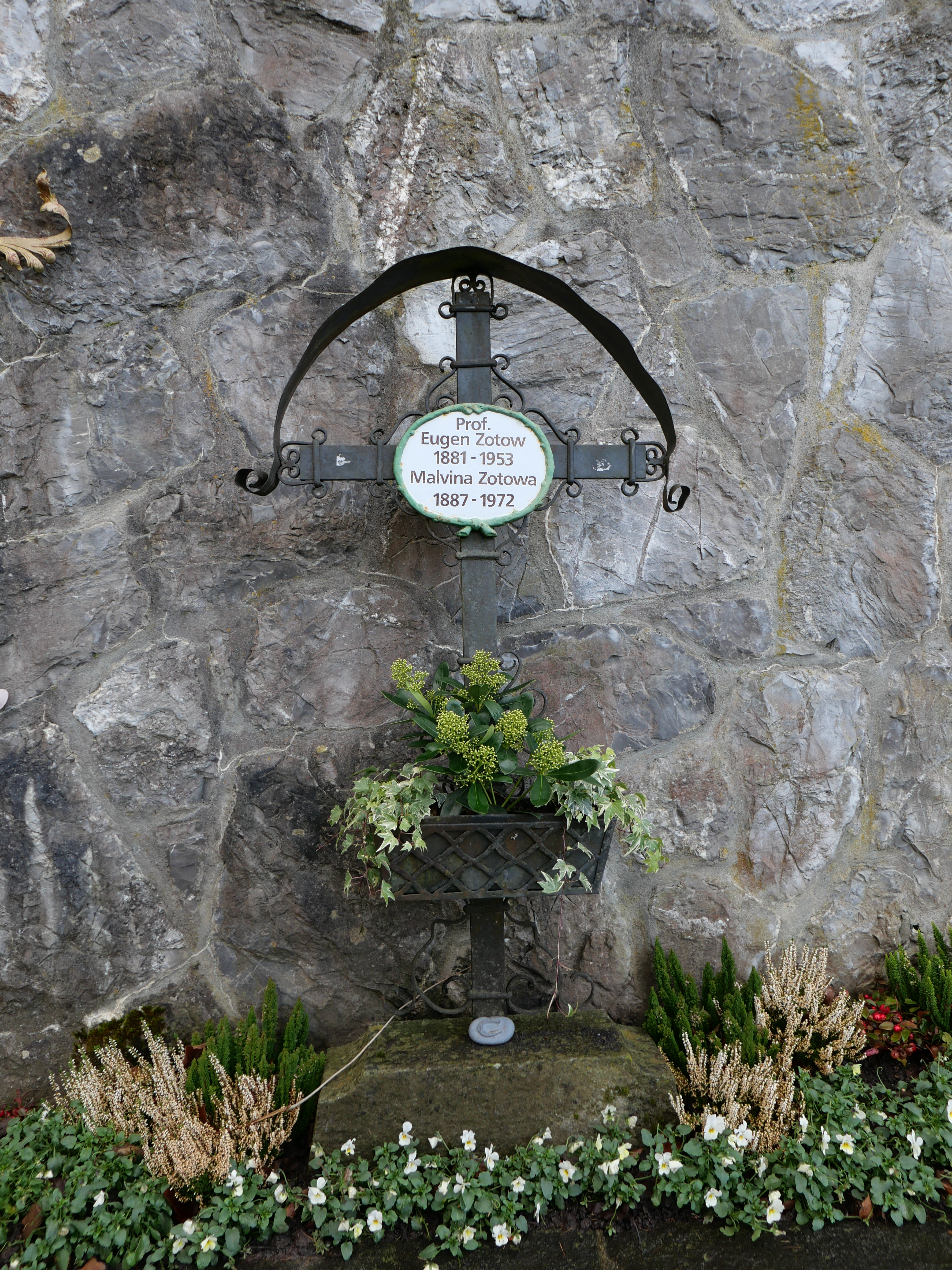
Das Grab von Zotow und seiner Lebenspartnerin Malvina (1887–1972) auf dem Friedhof von Vaduz.

In Berlin entwarf Miassojedow Tanzkostüme, Kulissen, Plakate und Choreographien für Malvina Vernicis geplante Tanzauftritte, die wohl nur in begrenztem Umfang realisiert werden konnten. Vorzeichnungen, Schablonen und fertige Stoffe sind in seinem Nachlass und in Privatbesitz erhalten. Seinen Lebensunterhalt verdiente er mit Porträtaufträgen und Plakatentwürfen für Filme. Er trat selbst als Schauspieler in der Rolle eines Bojaren in dem Ufa-Film „Spielereien einer Kaiserin“ auf. In seinen Ansichten aus dem Berliner Tiergarten greift er auf den Jugendstil und die symbolistisch-dekorativen Tendenzen der „Mir Iskusstwa“ (Welt der Kunst) zurück. Seine Tierstudien fanden Eingang in die Werbung zum Film „Trader Horn“ von Metro-Goldwyn-Mayer. Für die Berliner Mittel- und Oberschicht fertigte er Auftragsporträts, von denen heute nur noch wenige bekannt bzw. lediglich anhand von Fotografien dokumentiert sind. In ihrer Stimmung und klaren nüchternen Beschreibung stehen diese Porträts der Berliner Zeit der Neuen Sachlichkeit und dem Realismus der zwanziger Jahre nahe.
Weitere Porträts schuf Zotow in Liechtenstein für die wenigen wohlhabenden einheimischen Bürger, die Immigranten aus Deutschland und für das Fürstenhaus von Liechtenstein. Seine technisch brillanten Blumenstillleben und stimmungsvollen Landschaften sind Zeugnisse von hohem technischem Können und virtuoser Beherrschung der Farbe. Im Auftrag der Regierung des Fürstentums Liechtenstein gestaltete er mehrere Briefmarkenserien. Als letztes Auftragswerk seitens der Regierung entstanden 1951 „Radierungen aus den 11 Gemeinden des Fürstentums Liechtenstein.“ Im Jahr 2013 brachte das Fürstentum Liechtenstein in einer Gemeinschaftsausgabe mit Russland zwei Briefmarken zu Ehren Zotows heraus. Zu Zotows 140. Geburtstag folgte im September 2021 zwei weitere Briefmarken in einer Gemeinschaftsausgabe mit der Ukraine.
Die Tendenz zum Abstrakten lehnte Eugen Zotow ab. Er war im Kern seiner Künstlerseele ein Traditionalist.

## Ausstellungen
Iwan Mjassojedow nahm ab 1897 an den jährlichen Schülerausstellungen der Moskauer Schule für Malerei, Bildhauerei und Baukunst und 1903 an der Ausstellung der Peredwischniki (Gesellschaft der künstlerischen Wanderausstellungen) in St. Petersburg teil. Für 1908 bis 1911, mit Unterbrechungen bis 1916 sind seine Ausstellungsteilnahmen an der Kaiserlichen Akademie der Künste in St. Petersburg dokumentiert. 1912 organisierte Miassojedow in Poltawa eine Ausstellung, in der er eigene Werke und Werke seines 1911 verstorbenen Vaters sowie heimischer Künstler zeigte. Über Ausstellungen in Berlin ist nichts bekannt.
Einzelausstellungen in Liechtenstein: 1940 im Engländerbau in Vaduz und 1952 in der alten Realschule Vaduz. Posthum: 1986 im Liechtensteinischen Landesmuseum Vaduz: „Das Fürstenhaus und Liechtenstein im Werk Prof. Eugen Zotows“; 1997 Staatliche Kunstsammlung in Vaduz und 1998 Tretjakow-Galerie in Moskau: Retrospektive „Iwan Mjassojedow / Eugen Zotow. Spuren eines Exils“, konzipiert von der Prof. Eugen Zotow-Ivan Miassojedow-Stiftung.

## Prof. Eugen Zotow-Ivan Miassojedoff-Stiftung
Das Andenken des Künstlers und die Pflege seines aus dem Besitz der Erben angekauften Nachlasses mit Gemälden, Grafiken, Zeichnungen, Fotos und schriftlichen Dokumenten werden von der 1992 gegründeten Prof. Eugen Zotow-Ivan Miassojedoff-Stiftung mit Sitz in Vaduz (FL) gewahrt. Wegbereitend war das Engagement des Liechtensteiner Sammlers Adulf Peter Goop. Ihm ist es zu verdanken, dass Iwan Mjassojedow / Eugen Zotow posthum an Bedeutung gewann.
Der Nachlass im Besitz der Prof. Eugen Zotow-Ivan Miassojedoff-Stiftung umfasst rund 3500 künstlerische Werke, darunter Gemälde, Pastelle, Aquarelle, Zeichnungen und Druckgraphik. Zum Sammlungsbestand gehören darüber hinaus Fotografien und schriftliche Zeugnisse.

## Ehrungen

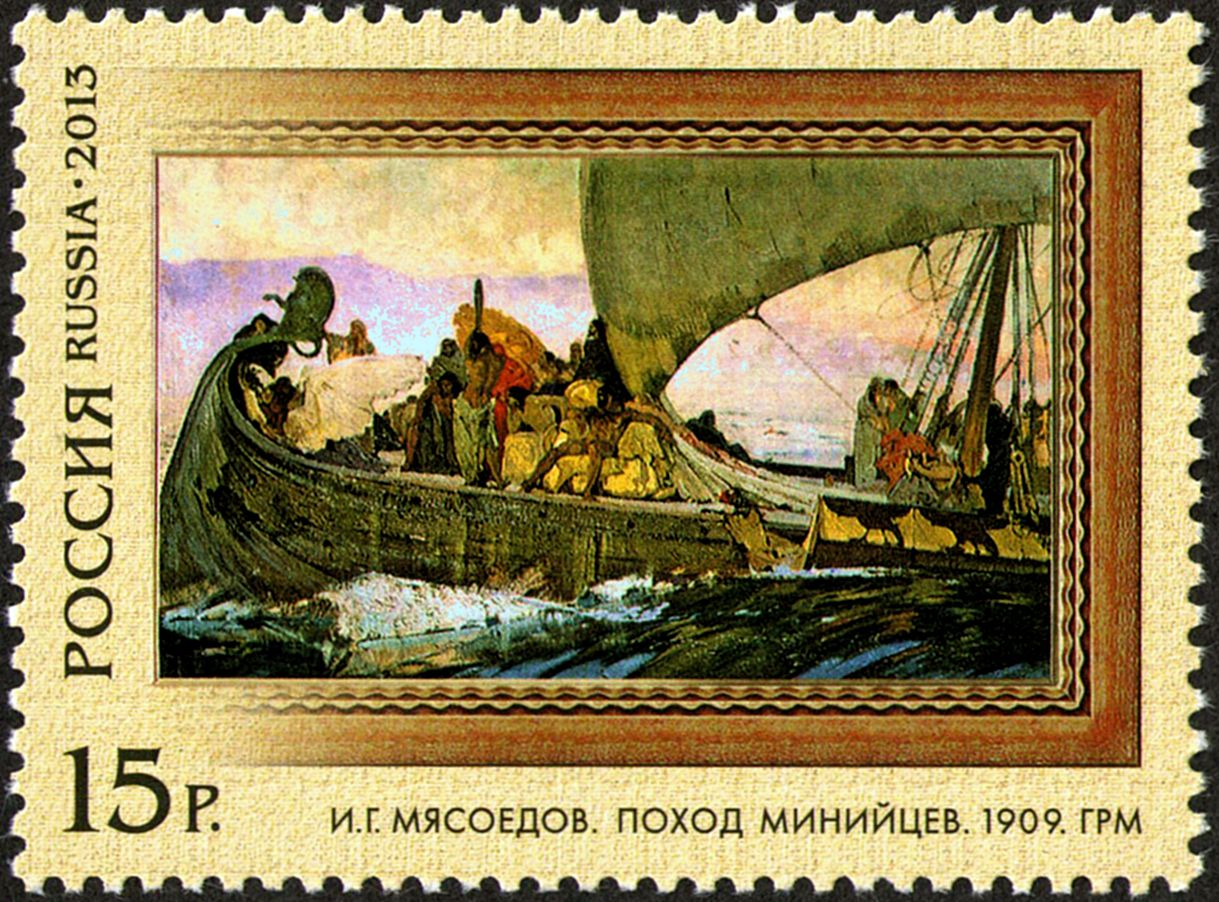
Russische Briefmarke aus dem Jahr 2013 mit Zotows „Argonautenfahrt“ (1909).

Im Jahr 2013 brachte das Fürstentum Liechtenstein in einer Gemeinschaftsausgabe mit Russland zwei Briefmarken zu Ehren Zotows heraus. Zu Zotows 140. Geburtstag folgten im September 2021 zwei weitere Briefmarken in einer Gemeinschaftsausgabe mit der Ukraine.